# 番紅
番紅(也稱作番紅O或基本紅2)是個用在組織學和細胞學的生物染色劑。番紅在一些染色實驗計畫表中用作複染劑，將所有的細胞核染成紅色。這在革蘭氏染色和內孢子染色都是典型的複染劑。它也可以被用來檢測軟骨、黏蛋白和肥大細胞的顆粒。

## 番紅
番紅通常具有如右圖的化學結構(有時被描述為二甲基番紅)。同時也有三甲基番紅，其在下環的鄰位有多加一個甲基。這兩個化合物在生物染色應用的表現基本上是相同的，所以大部分番紅的製造商並無法區分這兩者。商業用番紅的配製經常會包含這兩種類型的混合。
番紅也在分析化學中被用作氧化還原指示劑。
番紅是個在一分子中含有兩個氮原子的化合物，其為對稱的2,8-二甲基-3,7-二氨基吩嗪。可以藉由連接一分子氧化的對位-二氨和兩分子的一級氨取得；這是透過對位-氨基偶氮與一級氨的濃縮以及對位-亞硝基二烷基苯胺和二級鹼基，例如二苯基間苯二胺，之間的反應。它們為呈現出特有綠色金屬光澤的結晶固體；在水中立即被溶解並能染成藍色或紫色。同時也是可形成穩定的一元酸鹽類的強鹼。它們的酒精溶液會顯現出紅黃色的螢光。酚藏紅在自由態時十分不穩定；它的氯化物會形成綠色的板塊。其很容易就重氮化，而重氮化的鹽類與酒精煮沸後會產生阿樸藏紅或引杜林染料，C18H12N3。F.凱爾曼表明阿樸藏紅可以在有冷藏濃縮的硫酸存在的情況下重氮化，而重氮化合物的鹽類與酒精加熱沸騰後會產生二甲基苯基吡唑酮鹽類。阿樸藏紅酮，C18H12N2O，是將阿樸藏紅與濃縮鹽酸加熱而得。這三個化合物大概可被表示為鄰-或對-醌。商業用的番紅是鄰-亮藏紅。第一個以工業製造規格來製備的苯胺染色材料是 苯胺紫，苯胺紫由威廉·珀金加熱天然的苯胺與鉻酸鉀和硫酸而得。苯胺紫是1878年由珀金在對-番紅(1,8-二甲基番紅)的氧化還原反應中失去7-N-對-甲苯基而來。